# NGC 4314

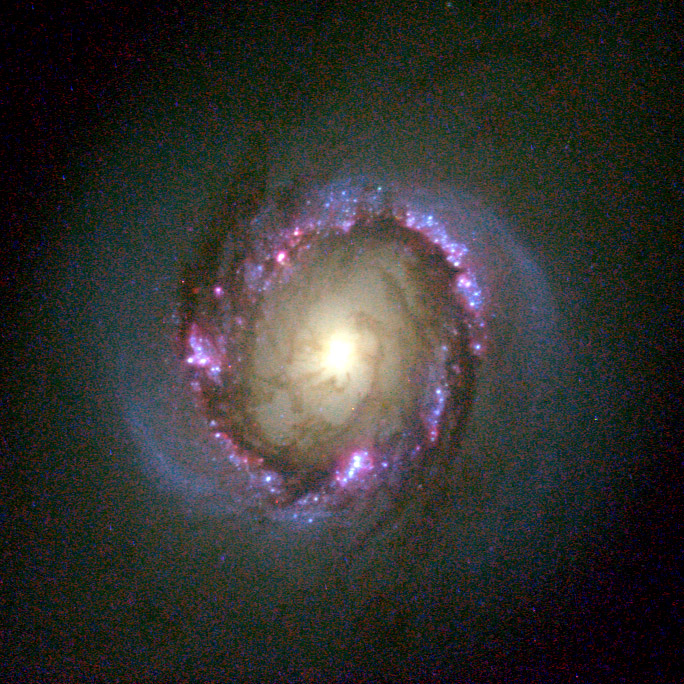
إن جي سي 4314

إن جي سي 4314 في الفلك (بالإنجليزية:NGC 4314) هي مجرة حلزونية ضلعية تبعد عن الأرض نحو 40 مليون سنة ضوئية وتُرى في كوكبة الهلبة. ومن أهم صفاتها وجود حلقة غبارية تحيط بالمركز تكثر فيها نشأة نجوم جديدة.
ويعتقد ان تلك الحلقات تكونت بسبب نوع من الرنين الذي يسمى رنين ليندبلاد ، وأن كثرة تكون النجوم قد حدثت خلال العدة الملايين سنة السابقة. ويعتبر هذا الزمن زمنا قصيرا على المستوى الفلكي حيث أن معظم نجوم النسق الأساسي تتميز باعمار تصل إلى عدة بلايين من السنين . كما أن نشأتهم لا تكون بهذا التوزيع الشبه متساوي في المجرات التي تحويهم. ويأمل الفلكيون في الحصول على معلومات أكثر من أجل فهم تطور بناء تلك الحلقة في المجرات.
اكتشف عالم الفلك البريطاني الألماني المجرة NGC 4314 في يوم 13 مارس 1785 .

## خصائصها
- مطلع مستقيم = 12سا 22د 32ث
- ميل = +29° 53′ 43″
- بعدها عنا = 40 مليون سنة ضوئية
- انزياح أحمر: z = 963 ± 5 كيلومتر في الثانية
- قدر ظاهري = 11.4
- اتساعها = 4′.2 × 3′.7
- تُرى في كوكبة الهلبة (كوكبة)
- ترجع التسمية إلى رقمها في الفهرس العام الجديد New General Catalogue.

يبلغ نصف قطر الحلقة التي تنشأ فيها نجوم جديدة نحو 1000 سنة ضوئية ، ويبلغ عمر النجوم الجديدة فيها نحو 5 ملايين سنة . ويتبين ذلك في الصور التي التقطها تلسكوب هابل الفضائي التي يظهر فيها اللون الأزرق بوضوح. وهذا يعتبر شيء غريب إذ أن سحابات مناطق هيدروجين II التي تنشأ فيها النجوم تكون في معظم الأحوال في أذرعة المجرة وليس في وسطها .

## وصلات خارجية
- Hubble Space Telescope
- GoBlack
- SEDS

## اقرأ أيضا
- إن جي سي 2244
- إن جي سي 2438
- إن جي سي 2818
- إن جي سي 3169
- احداثيات المجرة
- حوصلة مجرة
- مجرة إهليجية
- مجرة راديوية
- مجرة مظلمة
- إن جي سي 678
- قزم أبيض
- عملاق أحمر
- الانفجار العظيم
- خط زمني للانفجار العظيم
- نجم نيوتروني
- ثقب أسود
- قائمة انفجارات أشعة غاما

## وصلات خارجية
- موقع الكون في الإنترنت